# گری گودچایلد
گری گودچایلد (انگلیسی: Gary Goodchild؛ زادهٔ ۲۷ ژانویهٔ ۱۹۵۸) فوتبالیست اهل بریتانیا است.
از باشگاه‌هایی که در آن بازی کرده‌است می‌توان به باشگاه فوتبال کریستال پالاس، باشگاه فوتبال آرسنال، باشگاه فوتبال ریدینگ، و باشگاه فوتبال وایکینگ اشاره کرد.